# 메달리에 도로역
메달리에 도로 (Medaglie d'Oro) 역은 이탈리아 나폴리 지하철 1호선의 역이다.

## 상세
미켈레 카포비앙코와 다니엘레 차가리아의 설계를 기반으로 1980년부터 1990년까지 시공해 1993년에 영업에 들어갔다. 메달리에 도로 광장 일대를 역세권으로 삼고 있으며 아르넬라 지구에 속해 있다. 아르넬라에 있는 지하철역 중에서는 가장 낮은 고도에 자리잡고 있으며, 보메로 구역과 가장 가까운 역이기도 하다.
지상의 광장과는 총 일곱 개의 출구로 연결되며 장애인용 엘리베이터도 다섯 대 운영하고 있다. 승강장은 2면 2선의 상대식 승강장이다.

## 시설
이 역에는 다음과 같은 시설이 있다.
- 매표기

## 환승
- 버스 정류장